# El niño de la luna
El niño de la luna es una película española que mezcla el drama con el género fantástico, dirigida y protagonizada por Agustí Villaronga en 1989.

## Sinopsis
Desde tiempos remotos, en el África Negra, una tribu espera la llegada de su Dios, encarnado en un niño blanco, el Hijo de la Luna. 
David, un niño huérfano que vive en la Europa de entreguerras, conoce una profecía que habla sobre la espera de una tribu africana de la llegada de su Dios encarnado en un niño blanco hijo de la luna. En su mente crece la idea de que este niño es él mismo y debe cumplir su destino. Una organización científica adopta a David hasta que él descubre que la organización pretende canalizar la energía lunar en un recién nacido, el cual David ve como un usurpador. Dos mujeres serán las que le ayudarán a cumplir su destino. El amor, la aventura, lo sobrenatural, incluso la muerte entrarán a formar parte de la vida del niño.

## Palmarés cinematográfico
IV edición de los Premios Goya
| Categoría                     | Persona                                                                     | Resultado  |
| ----------------------------- | --------------------------------------------------------------------------- | ---------- |
| Mejor director                | Agustín Villaronga                                                          | Candidato  |
| Mejor dirección artística     | Francisco Candini                                                           | Candidato  |
| Mejor dirección de producción | Adolfo Cora Chihab Gharbi Francisco Villar Jaime Fernández-Cid Selma Beccar | Candidato  |
| Mejor vestuario               | Isidro Prunes Montse Amenos                                                 | Ganadores  |
| Mejor dirección de fotografía | Jaume Peracaula                                                             | Candidato  |
| Mejor maquillaje y peluquería | José Antonio Sánchez Paquita Núñez                                          | Ganadores  |
| Mejor montaje                 | Raúl Román                                                                  | Candidato  |
| Mejor película                |                                                                             | Candidatos |
| Mejores efectos especiales    | Ángel Alonso Basilio Cortijo Emilio Ruiz del Río Reyes Abades               | Candidatos |
| Mejor guion original          | Agustín Villaronga                                                          | Ganador    |

Premios Sant Jordi de Cinematografía
| Categoría      | Resultado |
| -------------- | --------- |
| Mejor película | Ganadora  |

Fotogramas de Plata
| Premio              | Categoría               | Resultado |
| ------------------- | ----------------------- | --------- |
| Fotogramas de Plata | Mejor película española | Ganadora  |

Festival de Cannes 1989
| Premio             | Categoría    | Resultado |
| ------------------ | ------------ | --------- |
| Festival de Cannes | Palma de Oro | Candidata |